# Peniocereus viperinus
Peniocereus viperinus (viborita u organito de víbora) es una especie de planta endémica de la familia Cactaceae que se distribuye en Morelos, Oaxaca y Puebla. La palabra viperinus proviene del latín que significa «que luce como víbora».

## Descripción
Tiene tallos de 1 a 2 m de largo y de 1 a 2 cm de ancho, de aspecto ascendente a postrado. Tiene entre 6 y 10 costillas de 1 a 2 mm de alto, areolas de 1 a 2 mm de largo, distantes entre sí de 1 a 3 cm, con tricomas escasos y cortos. Tiene de 8 a 10 espinas radiales de 5 mm de largo, de color blanco amarillento a grisáceo, las espinas centrales están ausentes o rara vez presentes. Sus flores de 5 a 8 cm de largo, rojas o amarillas con estambres en forma de filamentos blancos. El fruto aproximadamente 2,5 cm de largo y 2 cm de ancho, globosos a ligeramente ovoides y de color rojo escarlata, la pulpa es jugosa y roja. Las semillas de 3 mm de largo y 1,5 mm de ancho. La floración ocurre entre los meses de abril a agosto, mientras que la fructificación se da de agosto a noviembre.
Puede ser usada por la población local como planta ornamental o como alimento.

## Distribución
Endémica del territorio mexicano en los estados de Morelos, Oaxaca y Puebla.

## Hábitat
Habita bosques tropicales caducifolios y matorrales xerófilos sobre suelos calizos, en elevaciones de 1000 a 1700 m s. n. m.

## Estado de conservación
Esta especie suele habitar en subpoblaciones aisladas muy pequeñas de menos de 10 individuos adultos, por lo que se encuentra amenazada debido a la reducción de su hábitat a causa del incremento de la agricultura y la ganadería.
Varias especies del género Peniocereus se encuentran en la lista de especies en riesgo (NOM 059-SEMARNAT 2010), sin embargo, debido a la falta de información de la ecología de esta especie, no es posible someterla a planes de manejo y conservación adecuados.